# Пострижини
Постри́жини — в українських родинах — традиційне відзначення річниці від дня народження дитини. На пострижини запрошували повитуху та хрещених батьків. Посеред хати клали кожух, садовили на нього дитину і хрещений батько вистригав хреснику трохи волосся навхрест.
Для дівчаток різновид пострижин — обряд заплітання. Проводився через 5 років після народження. Це урочисте плетення навхрест перших кісок. Для цього обряду запрошували хрещену матір, якій дарували калача та хустку.
Пострижини також проводили, коли дитині виповнювалося 3—5 років і символізували вони перехід її в «отроцтво».